# The Settlers: Rise of an Empire
The Settlers: Rise of an Empire (ook: The Settlers VI) is een real-time strategy-computerspel, ontwikkeld door Blue Byte Software en uitgegeven door Ubisoft op 25 september 2007 in de Verenigde Staten en op 28 september 2007 in Europa, Australië en Nieuw-Zeeland. Het spel is het zesde deel in de Settlers-serie. Het vervolg op dit spel is in het voorjaar van 2010 verschenen: The Settlers: Paths to a Kingdom.

## Overzicht
De speler houdt zich bezig met het ontwikkelen van steden in een middeleeuwse omgeving. De inwoners, de settlers, hebben elk zijn of haar behoeften en bezigheden. Voor het eerst in het bestaan van de serie zijn er ook vrouwelijke settlers. Mannelijke en vrouwelijke settlers kunnen verliefd worden en met elkaar in het huwelijk treden maar eerst moet je een festival organiseren. Door deze inwoners opdrachten te geven kan de speler een economie opbouwen en de steden laten groeien. Deze steden dienen ook beschermd te worden tegen vijanden. Dit kan onder andere doordat er nu de nieuwe mogelijkheid bestaat om je stad te omringen met houten palen of stenen muren.
Bij dit nieuwe Settlers-spel is het aspect oorlog voeren ook anders dan voorgaande delen. Er wordt nu meer gekozen voor de opbouw van legereenheden (per 6 man) zoals bijvoorbeeld boogschutters en zwaardvechters; hiervan kun je slechts 91 bezitten. Dit maakt vechten iets minder spectaculair. Hierdoor krijgen spelers de mogelijkheid om eerder in het spel aan te vallen waardoor de game minder het karakter krijgt van het zo lang, groot en goed mogelijk bouwen van jouw beschaving dan haar voorgangers. Doordat er muren zijn toegevoegd bij het spel, krijg je ook dat steden belegerd zullen gaan worden en met katapulten, belegeringstorens en stormrammen bewerkt zullen worden.
Het spel bevat een singleplayer campagne, een spelmodus waarin men op een gekozen kaart kan spelen en multiplayer opties via een LAN of over het internet. De maker heeft aangegeven dat de game vooral gemaakt is om goed 2 vs 2 te spelen. Ook is een kaarteditor meegeleverd waarmee nieuwe kaarten gemaakt kunnen worden. Je moet ook in verschillende weersomstandigheden spelen.